# Дуньхуанские рукописи

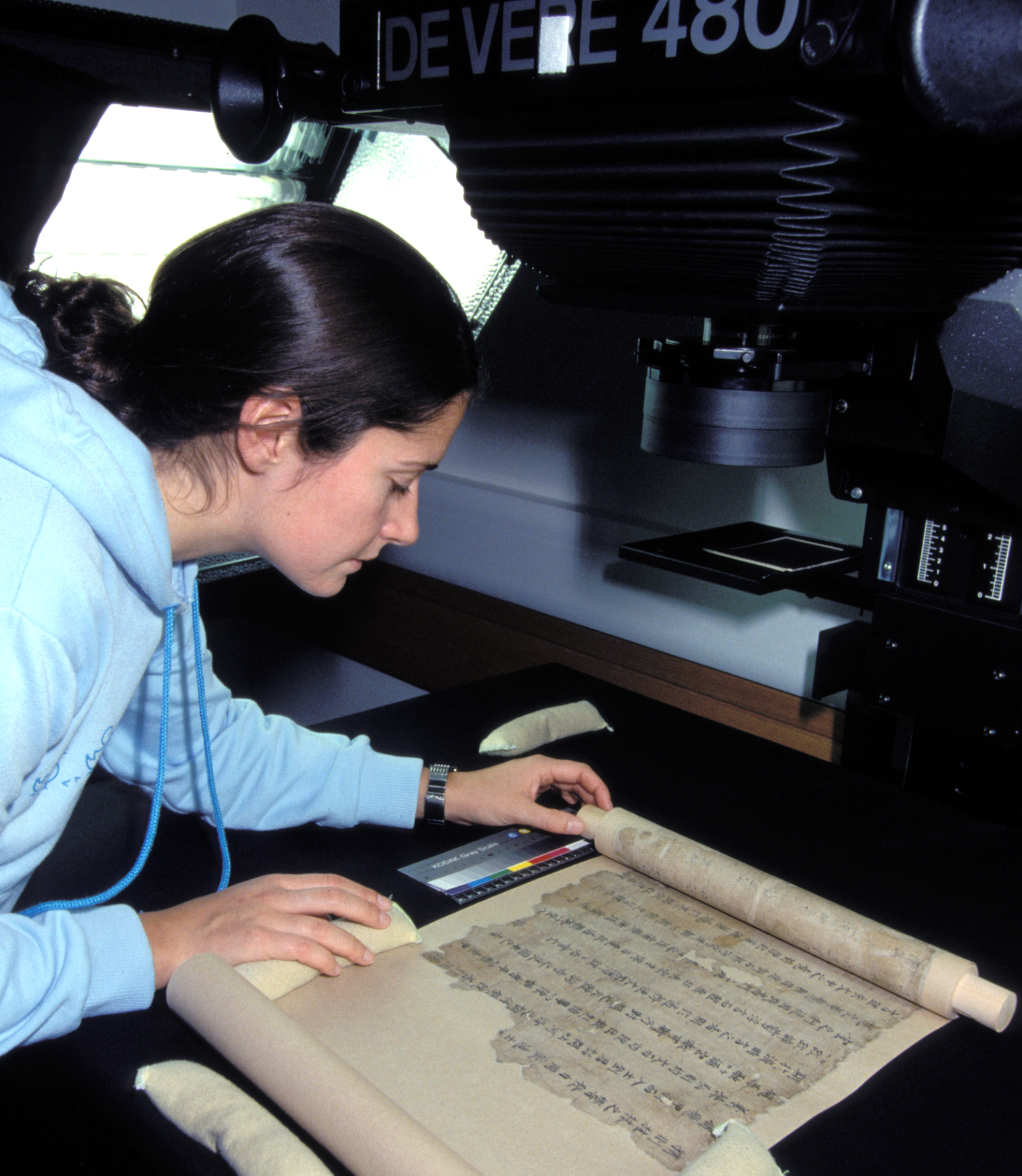
Оцифровка дуньхуанской рукописи

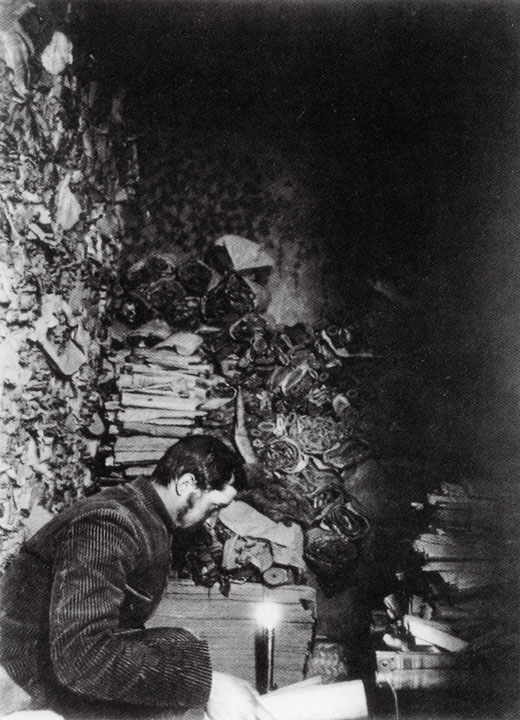
Поль Пеллио, изучающий манускрипты в пещере № 17. Фотография Ш. Нуэтта

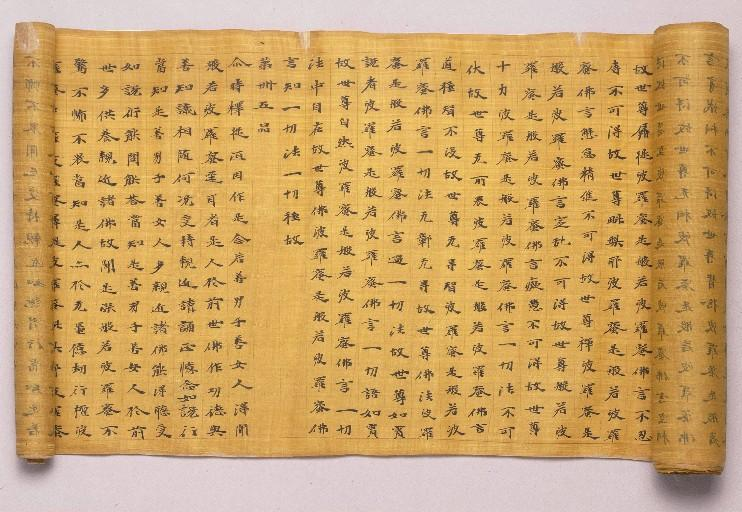
Сутра. Китайский манускрипт на шёлке (V в.), вывезенный из Могао экспедицией Пеллио. Национальная библиотека Франции

Дуньхуа́нские ру́кописи — собрание важных религиозных и светских документов (ок. 20 000 объектов), обнаруженных в пещерах Могао в Дуньхуане, Китай в начале XX века.

## История
По всей видимости, документы поместили сюда в XI веке, когда манускрипты стали вытесняться из употребления печатными книгами. Рукописи написаны в V — начале XI веках и включают работы начиная от истории и математики и заканчивая народными песнями и танцами. Хотя большинство религиозных документов составляют тексты о буддизме, в собрании присутствуют документы о даосизме, несторианстве и даже иудаизме. Они написаны, в основном, на китайском и тибетском языках, но присутствуют рукописи на пали, согдийском, и ранее неизвестных языках, таких как хотаносакский.
Рукописи обнаружил даосский монах Ван Юаньлу. Позже он продал их западным исследователям, в частности, Аурелю Стейну и Полю Пеллио, в том числе древнейшую в мире печатную книгу «Алмазная сутра» (ок. 868 года). Некоторые из документов также приобрели русские и японские исследователи. Однако многие рукописи, в основном благодаря усилиям Ло Чжэньюя, сохранились в Китае. Те документы, которые приобрели западные исследователи, сейчас хранятся во многих учреждениях по всему миру, таких как Национальная библиотека Китая, Британская библиотека и Национальная библиотека Франции. Часть документов в рамках Международного дуньхуанского проекта были оцифрованы и теперь находятся в бесплатном доступе в интернете.

## Классификация

### По языкам
- Классический и разговорный (байхуа) китайский
- Иврит
- Хотаносакский
- Тибетский
- Жанг-жунг (предположительно)
- Орхоно-енисейский
- Древнеуйгурский
- Пали
- Санскрит
- Согдийский
- Тангутский (Тангутское письмо)
- Тохарские

### По жанрам
- Религиозные рукописи
  - Буддистские и тибетские

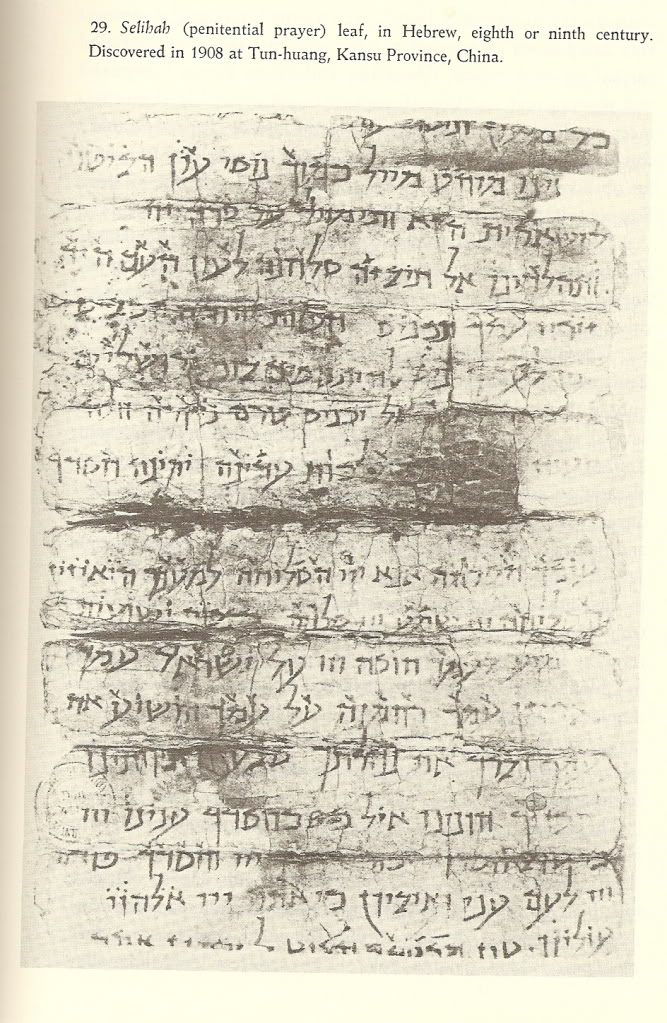
Селиха (покаянная молитва), написанная на иврите. VIII или IX век.

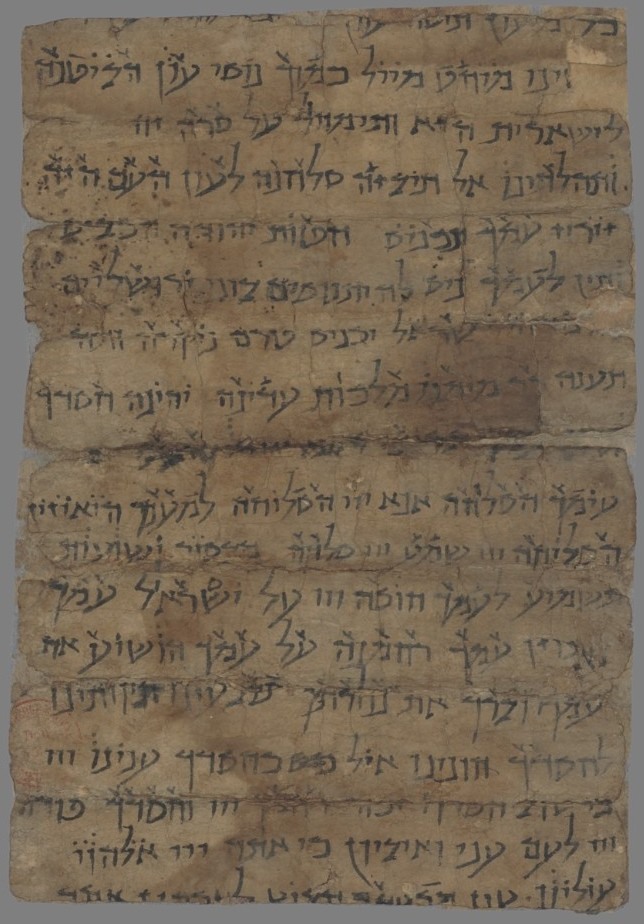
Селиха (покаянная молитва), написанная на иврите. VIII или IX век.

  - Даосские, в том числе «Ху-хуа цзин» (рус. Лао-цзы просвещает варваров) и комментарии «Xiang’er» Школы небесных наставников к «Дао дэ цзин»
  - Иудейские покаянные молитвы Селиха
  - Несторианские, в том числе «Канон об основах изначального» и «Гимн Святой Троице» на китайском языке.
  - Манихейские
- Рукописи по философии, в частности по конфуцианству, в том числе древние издания сборника афоризмов в комментариях Хуан Кана (Huang Kan, 皇侃) и Шу цзин
- Литература
  - Популярные рассказы по буддийским мотивам, известные как бяньвэнь (變文)
  - Народные песни
  - Классическая китайская поэзия
- История, официальная и местная
  - Древнетибетская хроника
- География, в том числе Wang wu tianzhu guo chuan
- Медицина
- Астрономия, в том числе Дуньхуанская карта звёздного неба
- Математика
- Гадания, в том числе «Книга гаданий»
- Словари, в том числе фрагменты Qieyun
- Ноты
- Нотация танцев
- Различные документы, такие как контракты, бухгалтерские книги, долговые расписки